# Меньяка
Меньяка (баск. Meñaka (офіційна назва), ісп. Meñaca) — муніципалітет в Іспанії, у складі автономної спільноти Країна Басків, у провінції Біская. Населення — 678 осіб (2009).
Муніципалітет розташований на відстані близько 340 км на північ від Мадрида, 14 км на північний схід від Більбао.
На території муніципалітету розташовані такі населені пункти: (дані про населення за 2009 рік)
- Меньякабаррена: 244 особи
- Местеріка: 216 осіб
- Емерандо: 100 осіб
- Амецага: 118 осіб

## Демографія
Динаміка населення (INE ):

## Галерея зображень

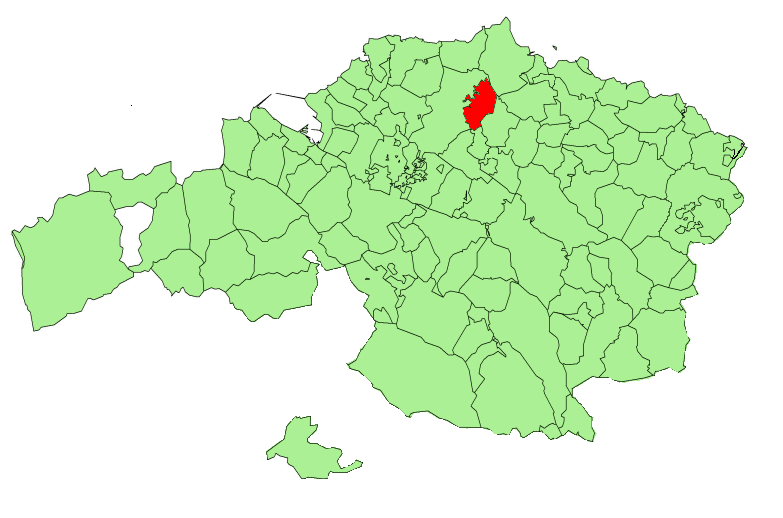
Розташування муніципалітету